# Modální logika
Modální logika je oblast logiky zkoumající logické operace, tzv. modality (modální operátory jsou například „je možné, je nutné, je nemožné“).

## Historie a vývoj
První, kdo se začal zajímat o modální logiku, byl Aristotelés, který v rámci své sylogistiky objevil řadu principů modální logiky.
Ve středověku toto odvětví dále zkoumal W. Ockham. Analyzoval strukturu modálních výroků a modální sylogistiku.
Dalším podnětem pro hlubší zkoumání modální logiky se stala matematická logika, na jejímž základě byly vytvořeny modální logiky trojhodnotové (Jan Lukasiewicz), systém striktní implikace (C. I. Lewis), Lewisovy systémy s šesti neredukovatelnými modalitami, systémy relativní modality (G. H. Wright).
Další, kdo se zabýval různými formami modalit, byli například H. B. Curry, W. V. Quine nebo W. Ackermann, dosud však obecně teorii modální logiky nikdo nezpracoval.